# Фантастическое путешествие
Фантастическое путешествие — рассказ о странствиях по вымышленным странам и/или о невероятных чудесах в далеких странах; древнейшая форма повествования (наррации), генетически восходящая к ритуальному посещению того света — «сошествию вниз», «нисхождению» (катабасису).

## История

### Античность и Средние века

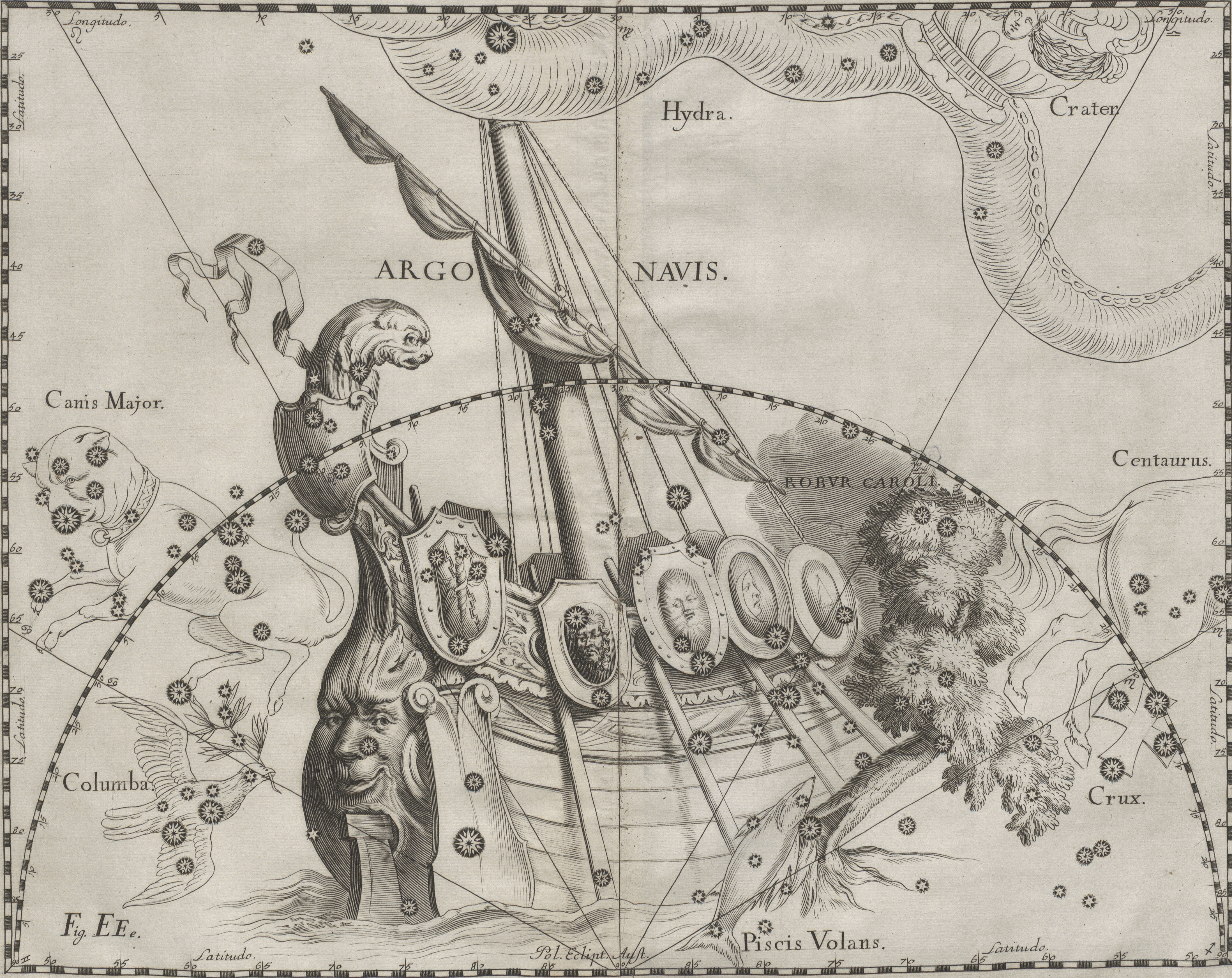

Самые ранние дошедшие до нас образцы — «Эпос о Гильгамеше» и «Одиссея». Поэма Гомера вообще во многом определила дальнейшую эволюцию жанра. По модели «Одиссеи» выстроен другой известный античный сюжет, поход аргонавтов за золотым руном (это не древний миф, а продукт позднейшей ученой мифографии — впервые в поэме Аполлония Родосского «Аргонавтика», затем в прозаическом переложении Псевдо-Аполлодора). Примерно к этому же времени относятся первые литературные утопии, воплощенные в форме фантастического путешествия к изолированным островам, где живут племена, чудесным образом сохранившие строй Золотого века (их прототип — гомеровские «острова блаженных», еще хранящие черты «того света»). Таковы «Священная запись» Эвгемера, «Острова Солнца» Ямбула. В пародийном ключе разрабатывает эту тематику мениппея Лукиана «Правдивая история». Антоний Диоген в «Невероятных приключениях по ту сторону Туле» комбинирует формы фантастического путешествия и любовного романа. «Чудеса Индии» богато представлены в анонимном псевдоисторическом романе «История Александра Великого». Это был единственный греческий роман, имевший хождение в средневековой Европе, и он оказал влияние на увязывание фантастики с восточной тематикой в средневековой литературе.
В ирландской литературе был специальный жанр эхтра — о посещении героями иных миров; эхтра, в свою очередь, довольно близки к имрама, то есть описанию морских странствий, поскольку в кельтской мифологии преобладают островные элизиумы.
Широко известное в Средние века «Плавание святого Брендана» (Navigatio Sancti Brendani, X или XI в.) о путешествии к «острову блаженных» опирается на образы кельтских мифов. Еще один популярный текст — написанное на французском «Путешествие сэра Джона Мандевиля» (XIV в.), где в изобилии вводится «восточная фантастика». Этого общего места столетием ранее не избежал и Марко Поло.

### XVII и XVIII века
В античной традиции Эвгемера и Ямбула написаны первые утопии Нового времени, начиная с «Утопии» Томаса Мора, и включая «Город Солнца» (1623) Томмазо Кампанеллы и «Новую Атлантиду» (1627) Фрэнсиса Бэкона, а также менее известные «Историю севарамбов» (1675) Дени Вераса, «Южную землю» (1676) Габриэля де Фуаньи, «Историю Калежавы» (1700) Клода Жильбера, «Вынужденное путешествие ипохондрика Бекафора» (1709) Лорана Борделона. Эта архаичная до-романная форма сохраняет своё значение и для позднейших утопий, в качестве повествовательной рамки: рассказчик, фантастическим образом очутившийся в идеальном обществе будущего, — лишь пассивный зритель развертывающейся перед ним панорамы «чудес». Таковы и «Взгляд назад» Эдварда Беллами, и ранние советские утопии.
К той же традиции принадлежат первые описания космических путешествий: «Сон» (1634) Иоганна Кеплера, «Человек на Луне» (1638) Фрэнсиса Годвина, «Открытие лунного мира» (1638) Джона Уилкинса, «Экстатическое путешествие» (1656) Афанасия Кирхера, «Иной свет» (1657) Савиньена Сирано де Бержерака, «Путешествие на Луну» (1703) Дэвида Руссена, «Фантастическое путешествие» (1724) Диего де Торреса Вильярроэля.

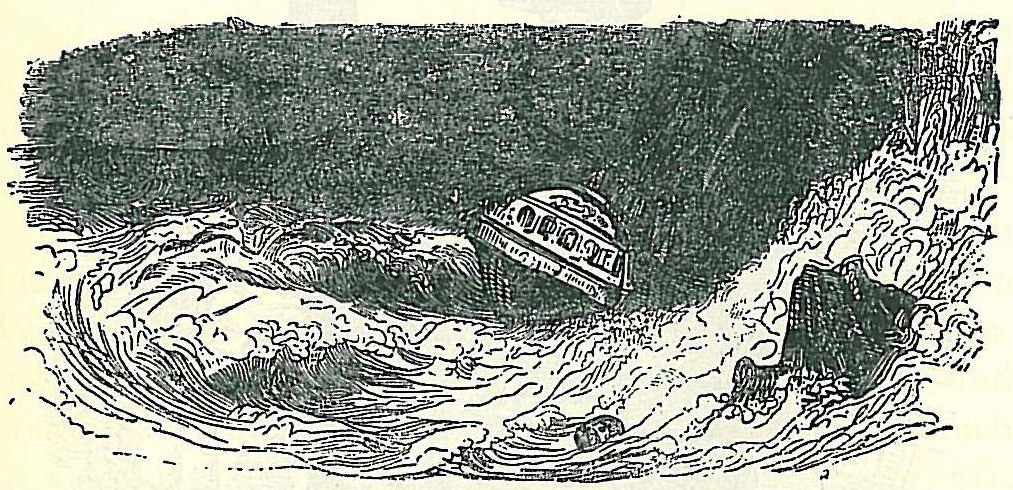
Иллюстрация Гранвиля к «Путешествиям Гулливера»

Уже в самом начале 17 в. возрождается линия Лукиана — фантастическое путешествие как сатирический приём. Первые опыты в этом духе теперь забыты — Mundus Alter et Idem (1605) епископа Джозефа Холла, «Пылающий мир» (1666) Маргарет Кэвендиш, «Сообщение об острове Борнео» (1686) Бернара Фонтенеля, — но привели они к появлению «Подземного странствия Нильса Клима» (1723) Людвига Хольберга и «Путешествий Гулливера» Джонатана Свифта в 1726. Уже в 1730 появился «Новый Гулливер» Пьера Дефонтена.
По мотивам «Одиссеи» написан дидактический роман Франсуа Фенелона «Приключения Телемака» (1699, пресловутая «Тилемахида» Василия Тредиаковского — его стихотворный перевод). Это очень влиятельная для своей эпохи книга, вызвавшая подражания («Путешествие на остров Науделия» (1703) Пьера Леконвеля).
В «Пути паломника» (1678) Джона Баньяна фантастическое путешествие трансформируется в аллегорическое паломничество.
В 1787–89 годах во Франции было предпринято издание серии «Воображаемых путешествий» (Voyages imaginaires) в 36 томах. Туда вошли сочинения Лукиана, Вераса, Свифта, Хольберга, «Робинзон Крузо» Даниэля Дефо, «Метаморфозы» Апулея, «Влюбленный дьявол» Казота и многие другие.

### XIX и XX века

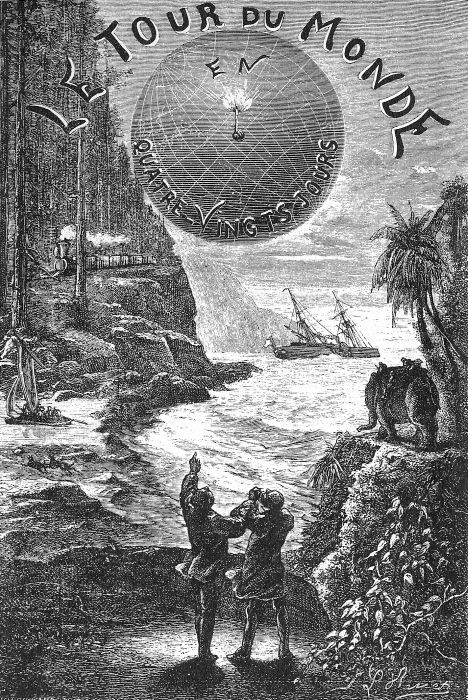
«Вокруг света в 80 дней»

В XIX веке жанровую традицию продолжил Жюль Верн в «Необыкновенных путешествиях». Прежде всего сюда относятся «Путешествие к центру Земли», «20000 лье под водой», «Из пушки на Луну», «Вокруг света в 80 дней».
Научная фантастика обогащает традиционную топику фантастического путешествия (экзотические страны, далекие острова, Луна и другие планеты Солнечной системы, наконец, полая Земля) новыми ландшафтами воображения: подводным (Жюль Верн), путешествием во времени (Герберт Уэллс), макрокосмосом (Фламмарион), микрокосмосом (Рэй Каммингс), параллельными мирами в пространстве (Эдмонд Гамильтон), альтернативными мирами во времени (Джек Уильямсон), психическим «внутренним космосом».
«Алиса в Стране Чудес» Льюиса Кэрролла модифицирует прием фантастического путешествия ad usum delphini.
В конце XIX века жанровая форма фантастического путешествия соединяется наконец с формой романа; промежуточным результатом был жанровый гибрид, который невозможно однозначно классифицировать: наиболее характерны в этом смысле произведения Э. Р. Берроуза и А. Меррита.
В XX веке форма фантастического путешествия используется иногда и в мейнстриме, в сатирических или аллегорических целях: «Пятое путешествие Гулливера» Фридьеша Каринти, «Путешествие к Арктуру» Дэвида Линдсея.
В современной фантастике какие-то жанровые элементы фантастического путешествия есть почти в каждом произведении. Из наиболее чистых в этом плане можно назвать «Большую планету» Джека Вэнса, «Фантастическое путешествие» Айзека Азимова, «Путешествие Иеро» Стерлинга Ланье, «Путеводитель по галактике для путешествующих автостопом» Дугласа Адамса. А также аниме «Путешествия Кино».

### В России
В 1784 году появились первые просветительские утопии в форме фантастического путешествия: «Новейшее путешествие» Василия Лёвшина и «Путешествие в землю Офирскую» Михаила Щербатова (правда, опубликованное лишь в 1896): первая помещает утопическую страну на Луне, вторая — на Южном полюсе.
Аллегорические «Путешествие на остров Подлецов» и «Путешествие в храм вкуса» (оба — 1805) карамзиниста Николая Брусилова используют этот прием в сатирических и дидактических целях.
В 1830-х годах пользовались большой популярностью «Фантастические путешествия барона Брамбеуса» Осипа Сенковского, написанные в пародийной традиции Лукиана. Из них особенно интересно «Сентиментальное путешествие на гору Этну», развивающее тему подземного мира и полой Земли (очевидно, под влиянием книги Хольберга).
К жанру фантастического путешествия часто прибегал Фаддей Булгарин (в основном ради занимательности, но с элементами сатиры) — «Правдоподобные небылицы, или Странствование по свету в XXIX веке», «Невероятные небылицы, или Путешествие к средоточию Земли», «Путешествие к антиподам на Целебный остров».
С развитием научной фантастики как массового жанра в конце XIX века тематика фантастических путешествий расширяется: космос («В океане звезд» Анания Лякидэ), затерянные расы («Ариасвати» Николая Соколова), далекое прошлое («В глубь веков» П. Джунковского), тело человека («Путешествие эльфа по кровеносным сосудам человека» Алексея Ачкасова), фотография («Стереоскоп» Александра Иванова), четвертое измерение («Путешествие по Четвертому измерению пространства» Николая Морозова).
В советской фантастике жанр фантастического путешествия мало востребован, из классических вещей можно разве что привести пример «Плутонии» и «Земли Санникова» Владимира Обручева. Зато этот жанр процветал в детской литературе («Необыкновенные приключения Карика и Вали» Яна Ларри, повести-сказки Виталия Губарева, «Незнайка в Солнечном городе» и «Незнайка на Луне» Николая Носова, «Книга знаний» Александра Свирина и Михаила Ляшенко, «Остров неопытных физиков» Кирилла Домбровского, «Голубые люди Розовой земли» Виталия Мелентьева, «Магистр Рассеянных Наук» Владимира Левшина, «Продавец приключений» Георгия Садовникова — перечисляя только наиболее известные произведения).